# ソフィ・オクサネン
ソフィ・オクサネン（Sofi Oksanen、1977年1月7日 - ）は、フィンランドの現代作家。ユヴァスキュラで生まれた。父親はフィンランド人で、母親はエストニア人である。現在までのところ、彼女は一つの国際的ベストセラーを含む4作の小説と1作の戯曲を発表し、これらの活動によっていくつかの賞を獲得している。

## 経歴
1977年、フィンランド中部に位置するユヴァスキュラで生まれ育った。父親はフィンランドの電気技師で、母親はエストニアの技術者でソビエト連邦時代のエストニアで育ち、1970年代にフィンランドに移住してきた。オクサネンはユヴァスキュラ大学とヘルシンキ大学で文学を学び、後に戯曲をヘルシンキにあるフィンランド・シアター・アカデミーで学んだ。オクサネンは、積極的にフィンランドの公開討論に参加したり、現在おきている問題を彼女のコラムや様々なトークショーでコメントしている。彼女は自己認知した両性愛者で、摂食障害に苦しんだ。2009年にバルト三国（エストニア、ラトビア、リトアニア）とロシアのLGBTの人々を代表してヘルシンキ・プライドの主催者から自身の行動主義に対して賞を受け取った。

## 作品
オクサネンが最初によく知られるようになったのは小説"Stalinin lehmät" （2003年）である。この作品は、若い少女の摂食障害とフィンランドへ移住してきたエストニア人の女のイメージを書いたもので、この本はリューネベリ賞にノミネートされた。
2年後の2005年 、2番目の小説"Baby Jane" を発表。この本は、不安障害とレズビアンのカップルの暴力とが書かれている。
オクサネンの最初のオリジナルの戯曲『粛清』（原題：Puhdistus ）は、2007年にフィンランド国立劇場で上演された。戯曲から第三の小説"Puhdistus" （2008年）生み出された。同作は、出版されるとフィンランドのフィクションのベストセラーリストに一番にランクされ、フィンランドや国外でも多くの賞を受賞した。Markus Selinのプロデュースにより、2012年に映画化された。戯曲『粛清』のアメリカでの初演はニューヨークにあるラ・ママ・エクスペリメンタル・シアター・クラブ (La MaMa Experimental Theatre Club) で2011年2月10日に行われた。テキストはEva Buchwaldによって翻訳され、Zishan Ugurluの指揮の元、作られた。
2011年10月よりこの戯曲は自主的にオスロ、パリ、リスボン、マドリード、ストックホルム、ユヴァスキュラ、リトアニア、ドイツそして、ハンガリーなど11の国で制作された。ロンドンでの初演は、the Arcola Theatreで2月22日から3月24日まで行われ、Elgiva Fieldの指揮の元、新しく作られた。
2012年にオクサネンはNational Audiovisual ArchiveのNiilo Koljonenが描いたソビエト矯正労働収容所の地図を出版した。
彼女の4番目の小説"Kun kyyhkyset katosivat" は、フィンランドで2012年8月31日に出版された。

## 受賞歴
フィンランドにおいて、オクサネンは誉れ高いフィンランディア文学賞（2008年）、リューネベリ賞（2009年）、『粛清』で北欧理事会文学賞（2010年）を受賞した。
海外では、その『粛清』はフランスのフナック賞を2010年に獲得し、フランスの批評家の肯定的な批評に囲まれてフランスで300作品出版されたものの中から選ばれた。外国人がこの賞を受賞したのは初めてだった。『粛清』は、フェミナ賞外国小説賞をフィンランドの作品の中で最初に受賞した。そして北欧理事会文学賞をフィンランド人の女性で初めて受賞した。
2009年、エストニア最大の日刊紙"Postimees" は、編集長のMerit Kopliによると満場一致の採決で、ソフィ・オクサネンをパーソン・オブ・ザ・イヤーに指名した。
2010年にエストニアの大統領トーマス・イルヴェスは、ソフィ・オクサネンにテラ・マリアナ十字勲章 (Order of the Cross of Terra Mariana) 第4位を授けた。2012年11月にはフィンランド大統領サウリ・ニーニストは、ソフィ・オクサネンにフィンランド獅子勲章（Order of the Lion of Finland＝芸術家や作家に授与される）プロ・フィンランディア・メダルを授与した。2013年にはスウェーデン・アカデミー北欧賞をフィンランド人の女性としては初めて受賞した。